# Wyeomyia intonca
Wyeomyia intonca är en tvåvingeart som beskrevs av Dyar och Frederick Knab 1909. Wyeomyia intonca ingår i släktet Wyeomyia och familjen stickmyggor.
Artens utbredningsområde är Panama. Inga underarter finns listade i Catalogue of Life.